# Ginnifer Goodwin

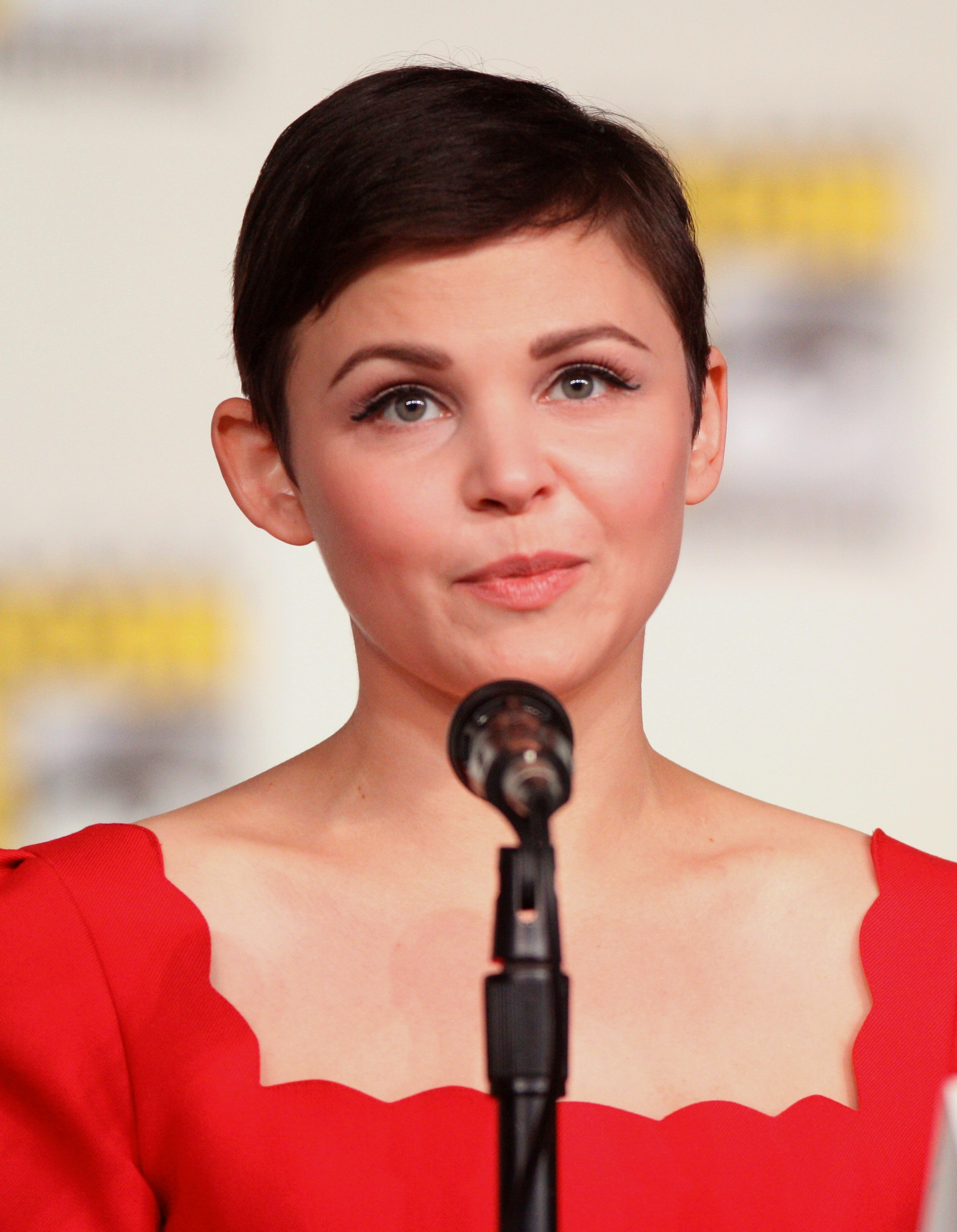
Ginnifer Goodwin (2012)

Ginnifer Goodwin, eigentlich Jennifer Michelle Goodwin (* 22. Mai 1978 in Memphis, Tennessee) ist eine US-amerikanische Schauspielerin.

## Karriere
Goodwin debütierte 2001 mit einer kleinen Gastrolle in der Fernsehserie Law & Order. Einem größeren Publikum wurde sie 2003 durch die Rolle der Connie Baker in Mike Newells romantischer Komödie Mona Lisas Lächeln bekannt, in der sie an der Seite renommierter Darstellerinnen wie den beiden Oscar-Preisträgerinnen Julia Roberts und Marcia Gay Harden agierte.
2005 war sie als Vivian Cash in der mit dem Academy Award ausgezeichneten Johnny-Cash-Biografie Walk the Line zu sehen, in der Joaquin Phoenix und Reese Witherspoon ihre Filmpartner waren. Ein Jahr später erhielt sie eine der Hauptrollen in der US-amerikanischen Fernsehserie Big Love neben Bill Paxton, Jeanne Tripplehorn und Chloë Sevigny.
In der romantischen Komödie Fremd Fischen war sie 2011 an der Seite von Kate Hudson auf der Leinwand zu sehen. Von Oktober 2011 bis Mai 2017 war sie als Mary Margaret Blanchard/Schneewittchen in der vom Sender ABC produzierten Fantasyserie Once Upon a Time – Es war einmal … zu sehen.

## Privatleben
Goodwin wurde als Tochter von Tim Goodwin, ehemaliger Musiker und Studiobesitzer, und Linda Goodwin, einer ehemaligen Erzieherin, geboren. Sie hat eine jüngere Schwester namens Melissa, die als Stop-Motion-Animatorin tätig ist.
Am 12. April 2014 heiratete sie in Los Angeles ihren Serienkollegen Josh Dallas. Mit ihm hat sie zwei Söhne, die 2014 und 2016 geboren wurden.

## Filmografie (Auswahl)

### Filme
- 2002: Porn ’n Chicken (Fernsehfilm)
- 2003: Mona Lisas Lächeln (Mona Lisa Smile)
- 2004: Total verknallt in Tad Hamilton (Win a Date with Tad Hamilton!)
- 2005: Walk the Line
- 2006: Love Comes to the Executioner
- 2007: In the Land of Women
- 2007: Day Zero
- 2008: Birds of America
- 2009: Er steht einfach nicht auf Dich (He’s Just Not That Into You)
- 2009: A Single Man
- 2010: Schwesterherzen – Ramonas wilde Welt (Ramona and Beezus)
- 2011: Take Me Home Tonight
- 2011: Fremd Fischen (Something Borrowed)
- 2011: Five (Fernsehfilm)
- 2013: Killing Kennedy (Fernsehfilm)
- 2018: Steps (Fernsehfilm)
- 2019: I Am Somebody’s Child: The Regina Louise Story (Fernsehfilm)
- 2023: Buddy Games: Spring Awakening 2

### Serien
- 2001–2004: Ed (Fernsehserie, 25 Folgen)
- 2006–2011: Big Love (Fernsehserie, 53 Folgen)
- 2011–2018: Once Upon a Time – Es war einmal … (Once Upon a Time, Fernsehserie, 130 Folgen)
- 2012: Electric City (Fernsehserie, 20 Folgen)
- 2019: Why Women Kill (Fernsehserie, 10 Folgen)
- 2022: Pivoting (Fernsehserie, 10 Folgen)

## Synchronrollen (Auswahl)

### Filme
- 2015: Tinkerbell und die Legende vom Nimmerbiest (Tinker Bell and the Legend of the NeverBeast) … als Emily
- 2016: Zoomania (Zootopia) … als Judy Hopps
- 2023: Once Upon a Studio (Kurzfilm) … als Judy Hopps

### Serien
- 2005–2014: Robot Chicken (Fernsehserie, 8 Folgen) … als diverse Rollen
- 2011: SpongeBob Schwammkopf (SpongeBob SquarePants, Fernsehserie, Episode 7x14) … als Meerjungfrau
- 2014: Sofia die Erste – Auf einmal Prinzessin (Sofia the First, Fernsehserie, Episode 2x09) … als Gwen
- 2020: Zoomania+ (Zootopia+) … als Judy Hopps

## Auszeichnungen
People’s Choice Award
Nominierungen:
- 2010: Favorite Breakout Movie Actress
- 2013: Favorite Dramatic TV Actress
- 2014: Favorite Sci-Fi/Fantasy TV Actress
- 2015: Favorite TV Duo, zusammen mit Josh Dallas (Once Upon a Time – Es war einmal …)
- 2015: Favorite Sci-Fi/Fantasy TV Actress
- 2016: Favorite Sci-Fi/Fantasy TV Actress
- 2017: Favorite Animated Movie Voice (Zootopia)

Teen Choice Award
Nominierungen:
- 2011: Choice Movie Actress: Romantic Comedy (Fremd Fischen)
- 2012: Choice TV Actress: Fantasy/Sci-Fi (Once Upon a Time – Es war einmal …)
- 2013: Choice TV Actress: Fantasy/Sci-Fi (Once Upon a Time – Es war einmal …)
- 2014: Choice TV Actress: Fantasy/Sci-Fi (Once Upon a Time – Es war einmal …)

BTVA Feature Film Voice Acting Award (Behind the Voice Actors Awards)
Nominierungen:
- 2017: Best Vocal Ensemble in a Feature Film, zusammen mit dem Film-Ensemble (Zootopia)
- 2017: Best Female Lead Vocal Performance in a Feature Film (Zootopia, Stimme von Judy Hopps)

Sonstige
Auszeichnungen:
- 2016: Voice Arts Award in der Kategorie „Outstanding Motion Picture Animation, Best Voiceover“ (Zootopia, Stimme von Judy Hopps)
- 2017: EDA Female Focus Award von der Alliance of Women Film Journalists (Zootopia, Stimme von Judy Hopps), gleichauf mit Auli'i Cravalho (Vaiana – Das Paradies hat einen Haken, Stimme von Vaiana[2])
- 2017: Blimp Award der Kids’ Choice Awards in der Kategorie „Favorite Frenemies“, zusammen mit Jason Bateman (Zootopia)

Nominierungen:
- 2016: WAFCA (Washington DC Area Film Critics Association) Award in der Kategorie „Best Voice Performance“ (Zootopia)
- 2017: OFTA (Online Film & Television Association) Television Award in der Kategorie „Best Voice-Over Performance“ (Zootopia, Stimme von Judy Hopps)